# Furgoneta pequeña (Sevel)
La furgoneta pequeña de Sevel es un vehículo comercial ligero que se vende desde principios del año 2008 bajo las marcas francesas Citroën y Peugeot y la italiana Fiat Professional con las denominaciones Citroën Nemo, Peugeot Bipper y Fiat Fiorino. Es un proyecto desarrollado en conjunto por TOFAŞ (filial turca de Fiat S.p.A.) y Sevel (una empresa conjunta entre el Grupo PSA y Fiat S.p.A.).
El modelo se posiciona por debajo de los Citroën Berlingo/Peugeot Partner y el Fiat Doblò. Se fabrica en Bursa, Turquía, y se estima una producción de 158.000 unidades anuales, repartidas en partes iguales entre las tres marcas.

## Tabla resumen de mecánicas
Las motorizaciones son todas de cuatro cilindros en línea. El gasolina es un 1.4 litros atmosférico de 75 CV de potencia máxima, que llevan los tres modelos. Mientras tanto, el diésel que lleva la Fiorino es un 1.3 litros de 75 CV, al tiempo que el Nemo y el Bipper incorporan un 1.4 litros de 68 CV. Ambos tienen turbocompresor e inyección directa con alimentación common-rail.
Todas las versiones del Fiat Qubo y Fiorino Qubo están equipadas con un motor naftero 1.4 de 8 válvulas y 73 cv de potencia máxima.
La gama de la Citroën Nemo siempre ha ofrecido una mecánica 1.4 gasolina atmosférica de 73 CV y un diésel 1.3 de 75 CV. 
La gama mecánica también se ha visto reducida en los últimos años y ahora solo se ofrece el motor diésel de 1.3 y origen Fiat que entrega 75 CV de potencia.
| Mecánica              | Inicio | Fin | Familia | Tecnología     | Combustible    | Cil. | Cubicaje (cc.) | Vál. | Potencia (CV/ rpm) | Par (Nm/ rpm) | Vel. máx. (km/h) | Aceleración 0-100 km/h (s) | Consumo (l/100km) | Emisión CO2 (g/km) | S&S | Transmisión                   | Rel. |
| --------------------- | ------ | --- | ------- | -------------- | -------------- | ---- | -------------- | ---- | ------------------ | ------------- | ---------------- | -------------------------- | ----------------- | ------------------ | --- | ----------------------------- | ---- |
| 1.4 FIRE              | Debut  |     | FIRE    |                | Gasolina       | 4    | 1360           | 8    | 73/ 5200           | 118/ 2600     | 156              | 15,2                       | 6,6               | 152 EURO 5         | No  | Delantera Manual              | 5    |
| 1.3 JTDm              | Debut  |     | JTD     | MultiJet Turbo | Gasóleo        | 4    | 1248           | 16   | 75/ 4000           | 190/ 1750     | 155              | 15,2                       | 4,5               | 119 EURO 5         | No  | Delantera Manual              | 5    |
| 1.3 JTDm Dualogic     | Debut  |     | JTD     | MultiJet Turbo | Gasóleo        | 4    | 1248           | 16   | 75/ 4000           | 190/ 1750     | 155              | 16                         | 4,4               | 112 EURO 5         | No  | Delantera Automática Dualogic | 5    |
| 1.3 JTDm              | 2010   |     | JTD     | MultiJet Turbo | Gasóleo        | 4    | 1248           | 16   | 95/ 4000           | 200/ 1500     | 170              | 12,2                       | 4,1               | 107 EURO 5         | Si  | Delantera Manual              | 5    |
| 1.4 FIRE NaturalPower | Debut  |     | FIRE    | NaturalPower   | GNC o gasolina | 4    | 1368           | 8    | 77/ 6000           | 115/          | 155              | 16                         | 6,4               | 152 EURO 5         | No  | Delantera Manual              | 5    |

## Modelos
La furgoneta existe en variantes de carga y de pasajeros; esta última se denomina comercialmente. Tiene un portón trasero de dos hojas de apertura hacia los lados, un volumen de carga máximo de 2,5 m³, y un radio de giro mínimo de 10,2 metros. Su tamaño exterior y su carga máxima (de 610 kg) es menor a la de otras furgonetas pequeñas, pero mayor a la de las minifurgonetas asiáticas.
- Peugeot Bipper:
- La Peugeot Bipper es la furgoneta más pequeña que el fabricante del león tiene en su catálogo. Está situada por debajo de la Partner y se trata de un modelo fabricado en Turquía por una joint-venture de PSA Peugeot Citroën y Fiat, de la que también surgen modelos idénticos como la Citroën Nemo y la Fiat Fiorino. Con 3,96 metros de largo, este vehículo basado en la plataforma del Fiat Grande Punto puede albergar a cinco pasajeros y disfruta de un maletero de 356 litros por debajo de la bandeja cubremaletero.

|                      |
| Peugeot Bipper Tepee |

|                                    |
| Peugeot Bipper Tepee vista trasera |

- Citroën Nemo:
- La Citroën Nemo es la furgoneta más pequeña que comercializa la marca francesa. Se trata de un modelo producido gracias a una joint-venture entre Fiat y PSA Peugeot Citroën en colaboración con la filial turca de Fiat TOFAŞ, de cual surgen otros dos como son las Fiat Fiorino/Qubo y Peugeot Bipper. Estos modelos se fabrican en Turquía desde 2007 y todos ellos se comercializan tanto e variantes furgón, mixtas como en turismos acristalados. La plataforma de estos modelos es la del Fiat Grande Punto.

|              |
| Citroën Nemo |

- Fiat Fiorino Qubo:
- El Fiat Qubo y Fiorino Qubo son producidos en la fábrica de Tofas, en Bursa (Turquía) y fueron lanzados en Europa en julio de 2008, y a la fecha se exporta a 80 mercados, habiéndose comercializado más de 57.000 unidades

|                              |
| Fiat Qubo modelo 2008 - 2016 |

|                         |
| Nuevo modelo desde 2016 |